# Gilera MXR
La Gilera MXR es una motocicleta deportiva equipada con un motor monocilíndrico de dos tiempos y 125 cc. 

## Características
Se trata de una evolución de la precedente MX-1, dotándole de una imagen más suave y redondeada, con un carenado que abrazaba por completo el chasis. Su cúpula es opaca y el manillar está por encima de la tija de la dirección, lo que evita posturas radicales de conducción, que Gilera tenía previstas en los modelos contemporáneos SP01 y SP02.
Es destacable el uso de piezas comunes de automóvil, como los retrovisores Vitaloni California, así como dos características en su momento innovadoras. Por una parte, el escape no es lateral, sino que circula por debajo del colín y acaba en una doble salida. Por otra parte, el depósito de combustible no se ubica en la típica localización, frente al asiento, sino que ese espacio se reserva para un hueco lo suficientemente amplio como para guardar un casco integral. El depósito tiene su acceso por el lateral derecho, estando localizado bajo la moto, contribuyendo a crear un bajo centro de gravedad, y facilitando por tanto la maniobrabilidad.